# Senegalia ferruginea
Senegalia ferruginea là một loài thực vật có hoa trong họ Đậu. Loài này được (DC.) Pedley miêu tả khoa học đầu tiên năm 1986.